# Gila ditaenia
Gila ditaenia là một loài cá vây tia trong họ Cyprinidae.
Nó được tìm thấy ở México và Hoa Kỳ.